# Prosopis pubescens
Prosopis pubescens är en ärtväxtart som beskrevs av George Bentham. Prosopis pubescens ingår i släktet Prosopis och familjen ärtväxter. Inga underarter finns listade i Catalogue of Life.

## Bildgalleri

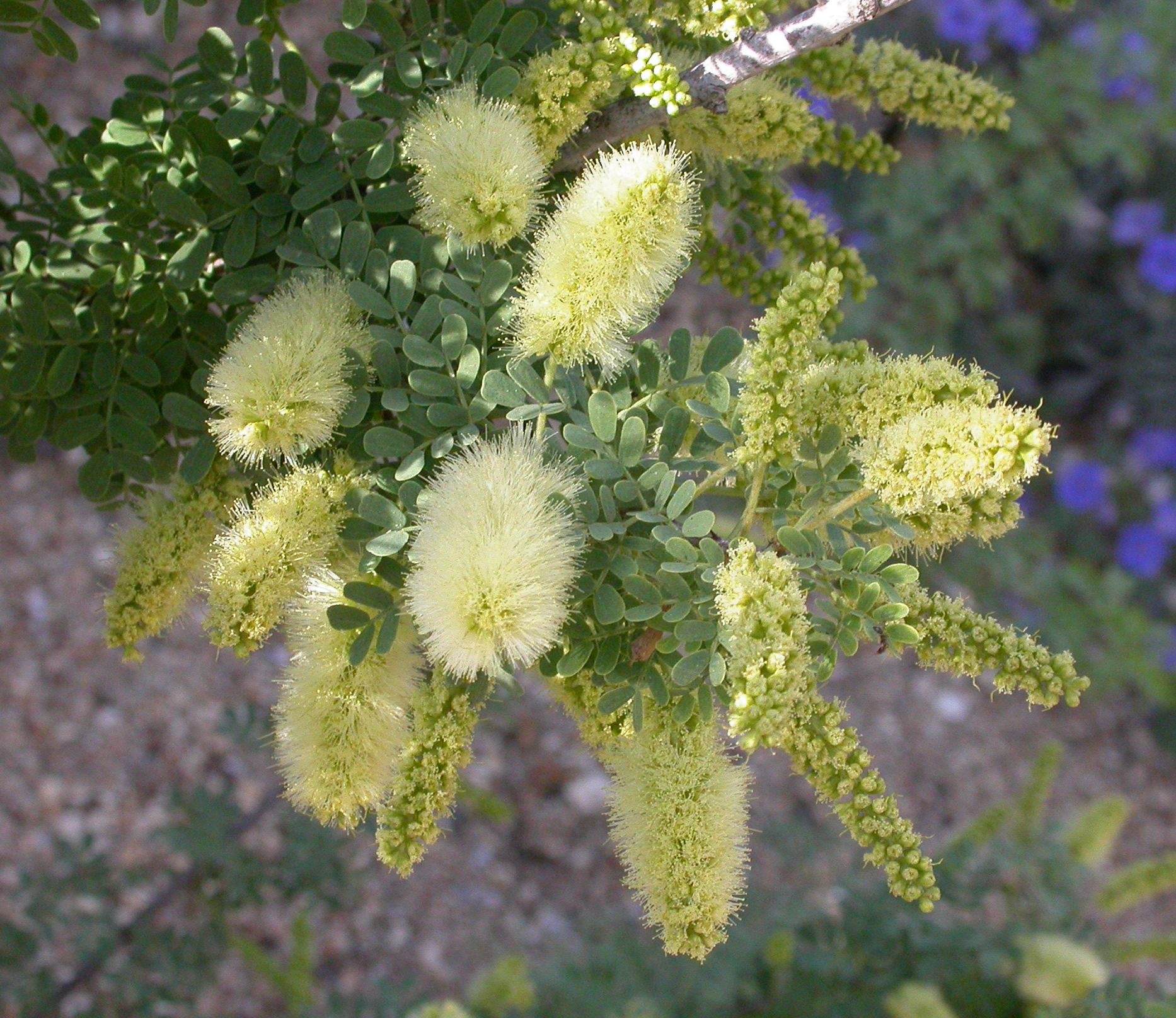
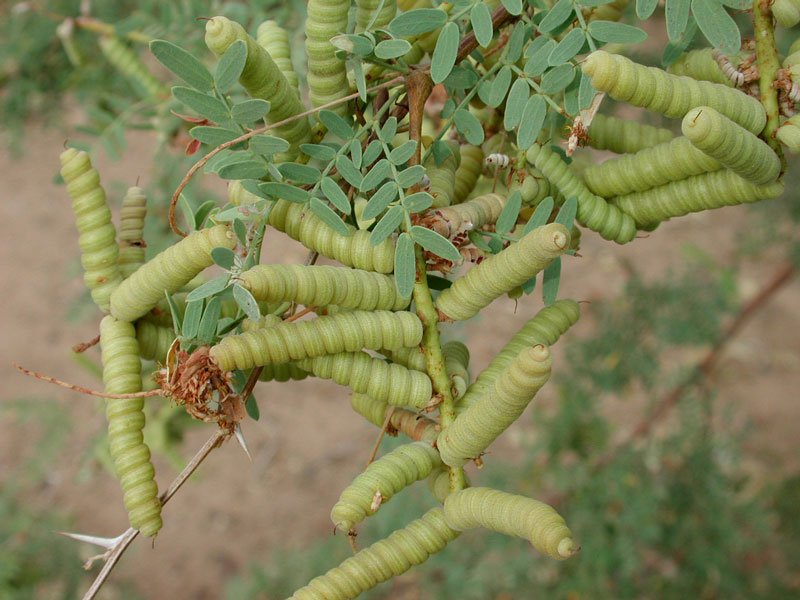
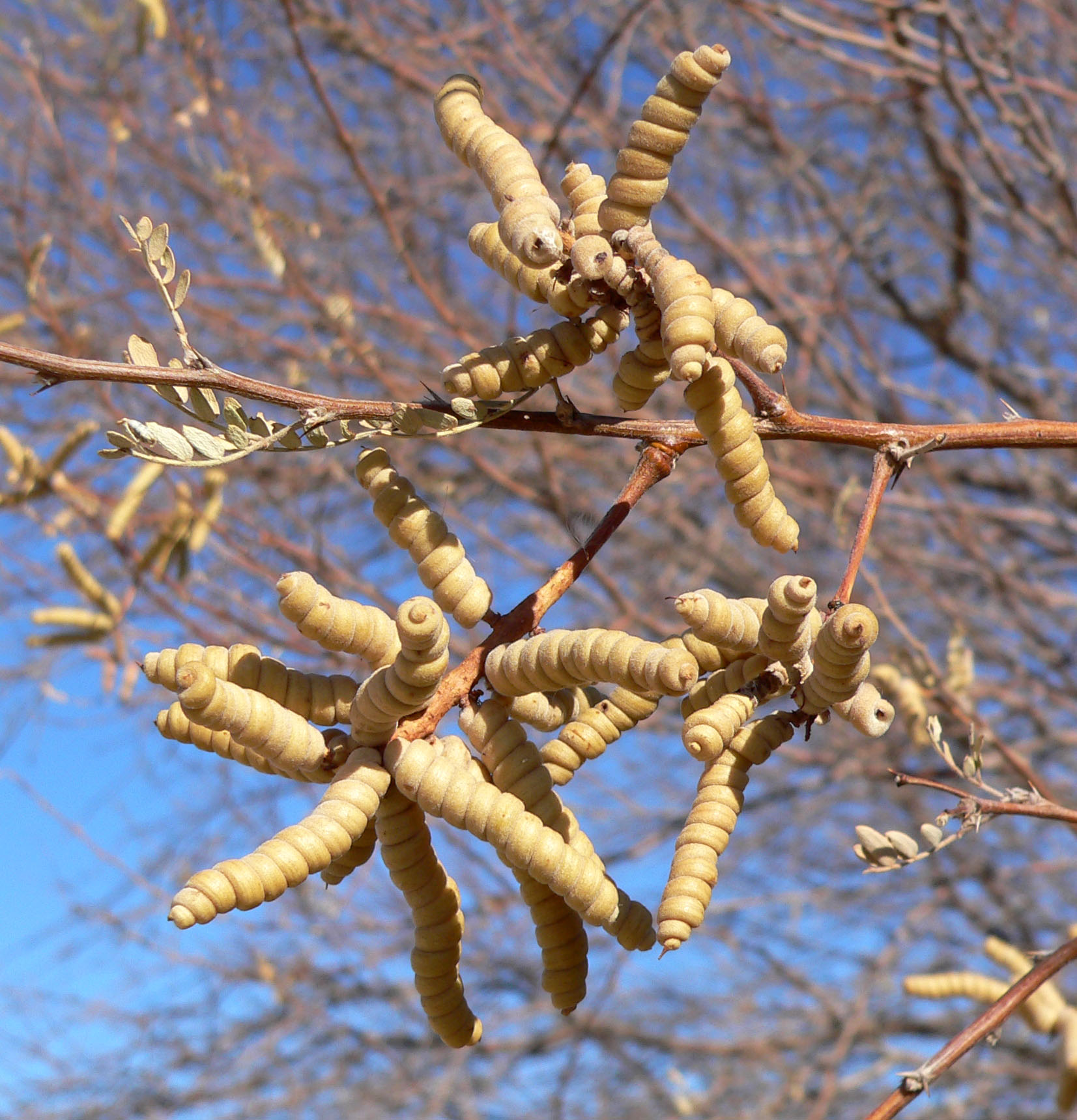
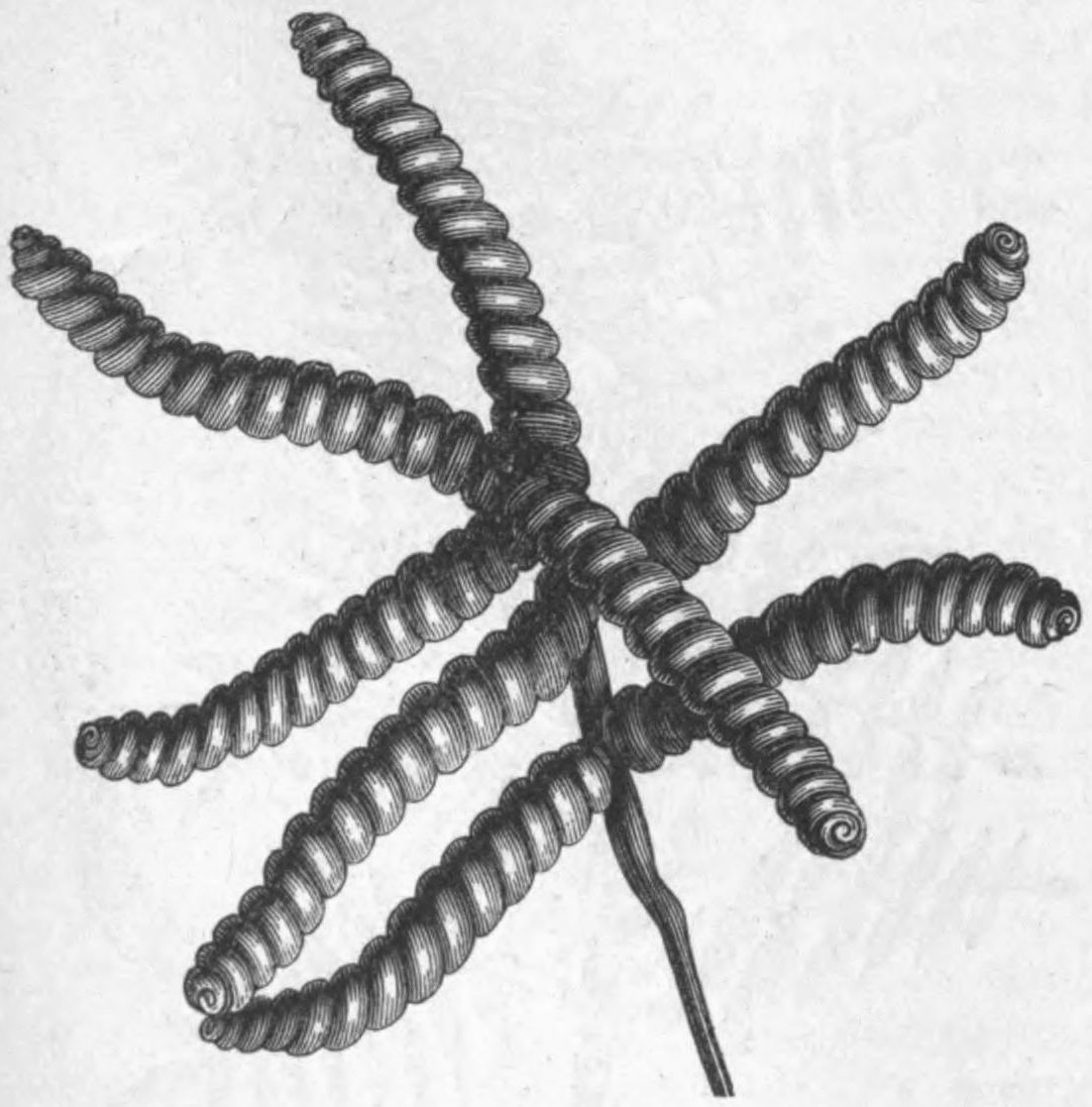